# 아시안 하이웨이 11호선
아시안 하이웨이 11호선(영어: Asian Highway 11 → )은 아시안 하이웨이의 노선 중 하나이다. 총 연장 1,567km이다.

## 경유 도시

### 라오스
- 국도 제13호선 : 비엔티안 ~ 비엥 캄(이곳부터 와 구간이 동일함) ~ 타케크(이곳부터 와 구간이 동일하지 않음) ~ 세노(과 3km를 병행함)

### 캄보디아
- 국도 제7호선 : 동깔로어 - 수쿤(영어판)
- 국도 제6호선 : 수쿤(영어판) - 프놈펜 ()
- 국도 제4호선 : 프놈펜 () - 시아누크빌

## 분기점
라오스
- 아시안 하이웨이 12호선 : 비엔티안
- 아시안 하이웨이 131호선 : 반라오
- 아시안 하이웨이 15호선 : 타케크
- 아시안 하이웨이 16호선 : 세노

## 같이 보기
- 아시안 하이웨이